# Sam Kelly
Sam Kelly (Manchester, 19 de dezembro de 1943 - Esher, 13 de junho de 2014) foi um ator inglês.
É conhecido pelo seu trabalho na série cómica de televisão 'Allo 'Allo! onde interpretava a personagem Capitão Hans Geering.

## Biografia
Participou em On the Up no papel de Dennis Waterman como mordomo de Tony Carpenter, e teve inúmeros papéis em comédias inglesas, como Porridge, Bunny Warren e We'll Think of Something. De 1995 a 2003, fez o papel de Ted, que era marido de Barbara na comédia Barbara.
Apareceu igualmente em Doctor Who, no drama The Holy Terror e o Return to the Web Planet da produtora Big Finish Productions.
Na década de 1990, protagonizou a comédia para televisão Haggard, e a mini série Martin Chuzzlewit. Participou também em H.M.S. Pinafore com a companhia de ópera D'Oyly Carte Opera Company em 2002.
Trabalhou também na rádio, na estação Radio4 da BBC, em diversos episódios da série Uncle Mort and Carter Brandon, mais especificamente em Uncle Mort's North Country, Uncle Mort's South Country e Uncle Mort's Celtic Fringe, sendo estas escritas por Peter Tinniswood.
Em 2004, fez uma aparição em EastEnders, no papel de Stan Porter, aparecendo também na comédia Black Books, no papel de pai de Manny.
Mais recentemente Sam protagonizou Jean-Paul Sartre, na peça Kean juntamente com Antony Sher, no Theatre Royal.